# Villers-Stoncourt
Villers-Stoncourt è un comune francese di 238 abitanti situato nel dipartimento della Mosella nella regione del Grand Est.

## Società

### Evoluzione demografica
Abitanti censiti